# Menaccarus arenicola
Menaccarus arenicola – gatunek pluskwiaka z podrzędu różnoskrzydłych i rodziny tarczówkowatych.

## Taksonomia
Gatunek ten opisany został po raz pierwszy w 1847 roku przez Heinricha Scholza jako Sciocoris arenicola.

## Morfologia
Pluskwiak o owalnym w zarysie ciele długości od 4,2 do 7 mm. Ubarwienie wierzchu ciała jest maskujące, żółtobrązowe z ciemnym punktowaniem i wyraźnie ciemniejszymi oczami i plamami w tyle nadustka, przednich kątach tarczki i na listewce brzeżnej odwłoka. Czerwonobrązową barwę mają bardzo małych rozmiarów przyoczka. Czułki cechują się ciemniejszymi dwoma ostatnimi członami. Głowa, przedplecze i półpokrywy mają spłaszczone i rozszerzone boki. Dłuższe od nadustka i łączące się przed nim policzki mają na krawędziach ciemne kolce: krótkie po stronie grzbietowej i długie po stronie spodniej. Na brzegach bocznych głowy i krawędziach bocznych szerokiego przedplecza występują kolce, przy czym na przedpleczu są masywniejszej budowy. Środkiem niemal tak szerokiej jak długiej tarczki biegnie podłużna wyniosłość. Półpokrywy cechuje krótsza od tarczki przykrywka i duża, brązowa do prawie bezbarwnej zakrywka z ciemniejszymi żyłkami.

## Ekologia
Owad ten zasiedla tereny piaszczyste, niezbyt gęsto zarośnięte, zwłaszcza nadmorskie i śródlądowe wydmy. Bytuje w nasadowych częściach roślin, szczególnie z rodziny wiechlinowatych. Stadium zimującym są owady dorosłe, które dokonują tego zagrzebane w glebie na głębokości od 1 do 3 cm.

## Występowanie
Gatunek palearktyczny, głównie śródziemnomorski. W Europie znany jest z Portugalii, Hiszpanii, Francji, Austrii, Włoch, Niemiec, Polski, Czech, Słowacji, Węgier, Białorusi, Ukrainy, Czarnogóry, Serbii, Macedonii Północnej, Rumunii, Bułgarii i Rosji. W Polsce jest bardzo rzadko spotykany, znany z nielicznych stanowisk. Dane z XXI wieku pochodzą z Ponidzia, Bielinka nad Odrą i dwóch lokalizacji na Nizinie Wielkopolsko-Kujawskiej.